# Atractus savagei
Espèce
Atractus savagei  est une espèce de serpents de la famille des Dipsadidae.

## Répartition
Cette espèce est endémique de la province de Carchi en Équateur.

## Description
La femelle holotype mesure 385 mm dont 335 mm sans la queue et 50 mm pour la queue.

## Étymologie
Cette espèce est nommée en l'honneur de Jay Mathers Savage.

## Publication originale
- Salazar-Valenzuela, Torres-Carvajal & Passos, 2014 : A New Species of Atractus (Serpentes: Dipsadidae) from the Andes of Ecuador. Herpetologica, vol. 70, no 3, p. 350-363.